# Natalie Bennett
Natalie Bennett, baronne Bennett de Manor Castle, née le 10 février 1966 à Eastwood en banlieue de Sydney en Australie, est une journaliste et femme politique britannique. Elle est la chef du Parti vert de l'Angleterre et du pays de Galles de 2012 à 2016.

## Biographie
Née dans une famille de la classe ouvrière, elle étudie les sciences agricoles à l'Université de Sydney, et parvient à intégrer l'équipe de football (mixte, principalement masculine) de l'université. Ayant obtenu son diplôme de licence, elle travaille un temps pour la presse régionale, puis pour le Bangkok Post en Thaïlande. En 1999, elle s'installe au Royaume-Uni. Elle obtient un Master en communication de masse à l'Université de Leicester. Elle travaille pour le Times à partir de l'an 2000, puis pour le Guardian à partir de 2007. Elle devient éditrice du Guardian Weekly, jusqu'en 2012 lorsqu'elle démissionne pour se consacrer à la politique,,.
Elle rejoint le Parti vert en janvier 2006. Candidate des Verts dans la circonscription de Holborn et St Pancras aux élections législatives de mai 2010, elle y obtient 2,7 % des voix. Elle est élue à la tête du parti en septembre 2012,, et mène le parti aux élections législatives de mai 2015. Alors que les sondages président un parlement sans majorité, les Verts et d'autres petits partis attirent davantage l'attention que lors des scrutins précédents. Bennett participe à deux débats télévisés rassemblant les dirigeants des principaux partis, sur la BBC et sur ITV, nouveauté au Royaume-Uni,. Dans la circonscription de Holborn et St Pancras, elle obtient cette fois 12,8 % des voix, mais termine troisième et n'est donc pas élue députée. Aux élections législatives de juin 2017, elle est la candidate des Verts dans la circonscription de Sheffield centre, où elle termine troisième avec 8,0 % des voix.
En septembre 2019 elle est faite baronne (pair à vie) à la Chambre des lords par la reine Élisabeth II sur proposition de la Première ministre démissionnaire Theresa May. Elle devient la baronne Bennett de Manor Castle, le nom du quartier où elle vit à Sheffield, quartier qui lui-même doit son nom à Manor Castle (en), un châtelet en ruine datant du XVIe siècle. Elle entre en fonction le 7 octobre.
Elle est membre de l'Alliance interparlementaire sur la Chine, faite de députés de nombreux pays qui s'inquiètent des ingérences chinoises à travers le monde et qui sont critiques des violations des droits de l'homme en Chine.